# Marienkirche (Ephesos)

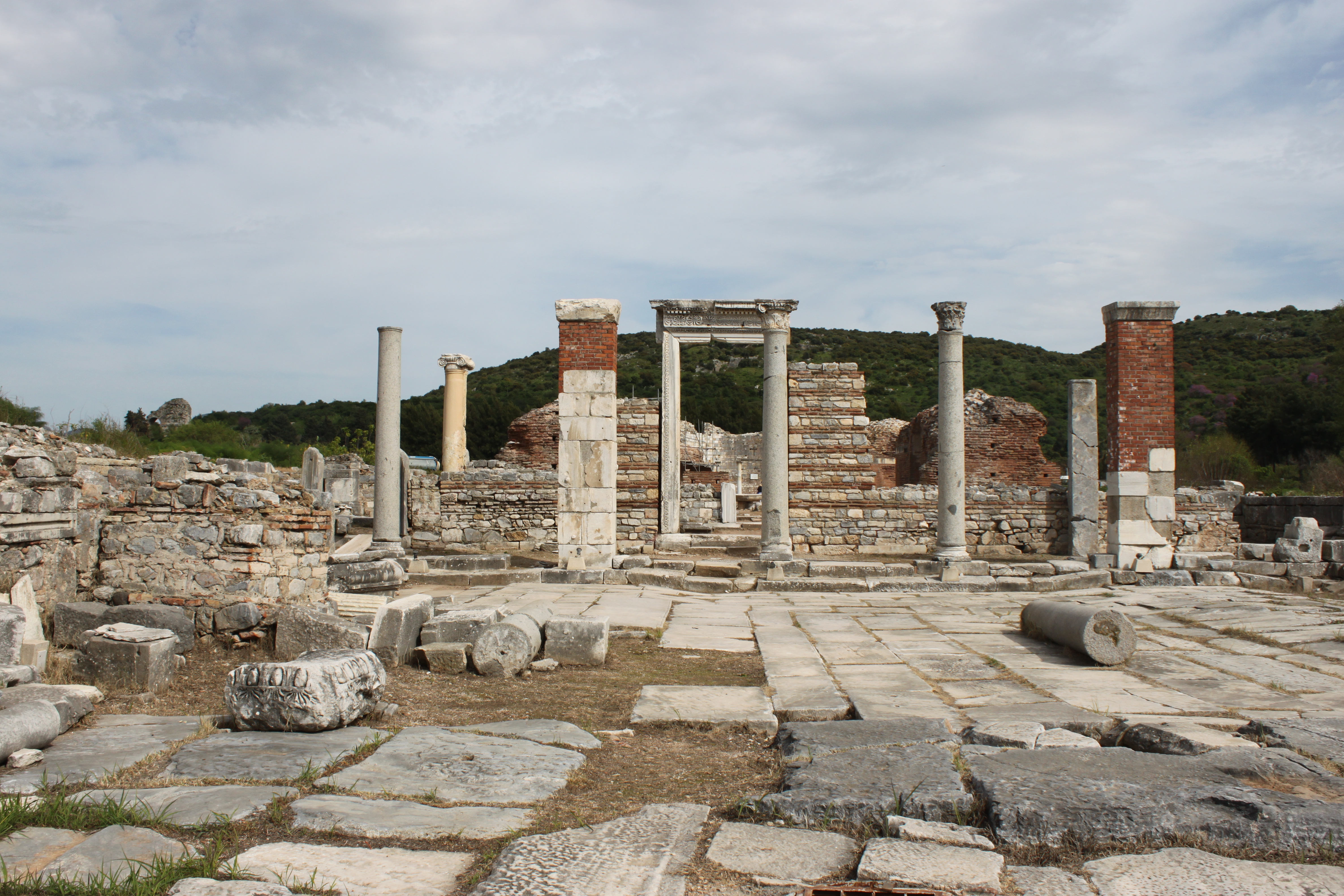
Blick vom Atrium zum Eingang der Marienkirche

Die Marienkirche ist ein heute nur noch in Ruinen erhaltener frühchristlicher Kirchenbau aus dem 5. Jahrhundert in Ephesos im Westen der heutigen Türkei. Sie war der Tagungsort des Konzils von Ephesos im Jahr 431.

## Ursprung der christlichen Gemeinde
Nur knapp 20 Jahre nach dem Wirken Jesu war seine Lehre durch Apollos nach Ephesos an der kleinasiatischen Westküste gelangt (Apg 18,24–28 ). Die Gemeinde von Ephesos war damit eine der ältesten christlichen Gemeinden überhaupt. Auf die Verkündigung des Apollos konnte der Apostel Paulus aufbauen, der bereits auf dem Rückweg von seiner 2. Missionsreise (ca. 52 n. Chr.) dort kurz Station gemacht hatte (Apg 18,19 ). Ungefähr ein Jahr später traf er erneut in Ephesos ein (Apg 19 ) und blieb vermutlich drei Jahre, von denen er wohl einige Zeit im Gefängnis verbringen musste. Während dieser Gefangenschaft schrieb er die Briefe an die Philipper und an Philemon. Auch weitere seiner Briefe sind möglicherweise in Ephesos entstanden (so der Römerbrief, der erste und zweite Brief an die Korinther sowie der Galaterbrief). Ein wichtiges Schreiben richtete sich an die Epheser selbst.

## Vorgängerbau
An der Stelle der späteren Marienkirche befand sich eine großzügige Tempelanlage. Diese war dem Zeus Olympios („Olympieion“) und dem vergöttlichten Kaiser Hadrian („Hadrianeum“) geweiht. Der Tempel stand auf einem rechteckigen Platz, umgeben von einer Portikus von beträchtlichen Ausmaßen. Bisher ist nur der südliche, vermutlich besonders monumental gestaltete Eingangsflügel dieser Säulenhalle ausgegraben; er hatte eine Länge von 263 und eine Breite von 30 Metern. Der nach außen offene, im Inneren durch Säulenreihen in drei Schiffe in Basilikaform unterteilte Raum hatte kleine Räume mit halbrunden Exedren an seinen Enden, in denen möglicherweise Statuen standen.
Neben der Weihung legen auch die Größe des Gebäudes, sein Grundriss und einzelne Architekturelemente es nahe, dass die Anlage in die Zeit Hadrians im 2. Jahrhundert zu datieren ist.

## Bauphasen

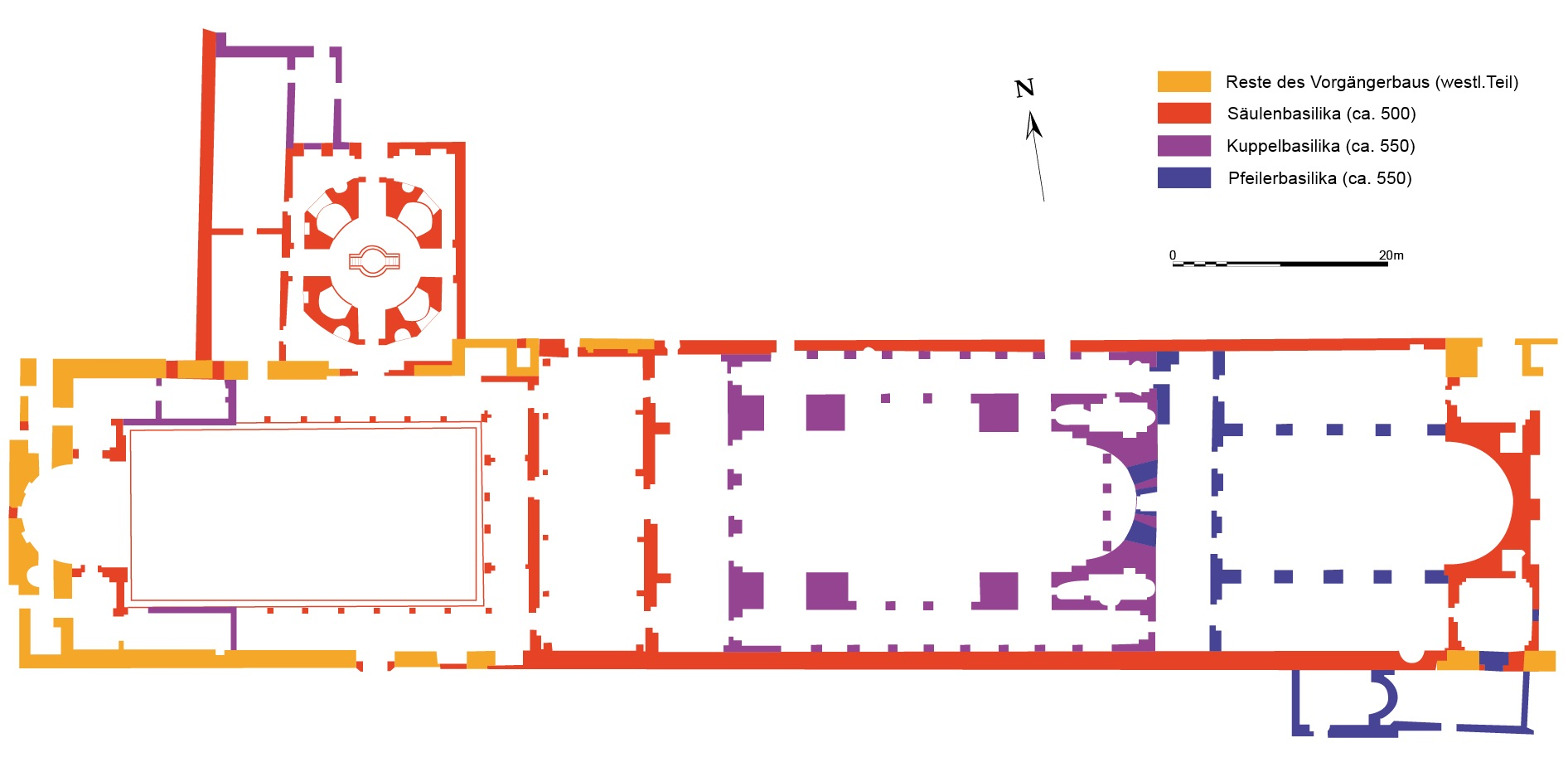

Diese besonders repräsentativ gestaltete Halle bot sich in der Spätantike für den Umbau in eine Kirche an. Mit ihrer gewaltigen Länge war sie aber für ein Gotteshaus zu groß, so dass man sich auf den westlichen Teil beschränkte. In dieser Kirche tagte im Jahr 431 das Konzil von Ephesos. Sie wurde lange als die älteste Maria gewidmete Kirche der Christenheit angesehen. Nach älterer Forschungsmeinung soll sie im 4. Jahrhundert während der Regierungszeit Kaiser Konstantins errichtet worden sein. Neuere Grabungsbefunde lassen jedoch vermuten, dass der Umbau der Säulenhalle speziell für das Konzil durchgeführt und das neue Gebäude erst danach als Bischofskirche verwendet wurde. Zudem hat sich gezeigt, dass die Kirche ihr Marienpatrozinium nicht vor dem Jahr 500 erhalten haben kann.

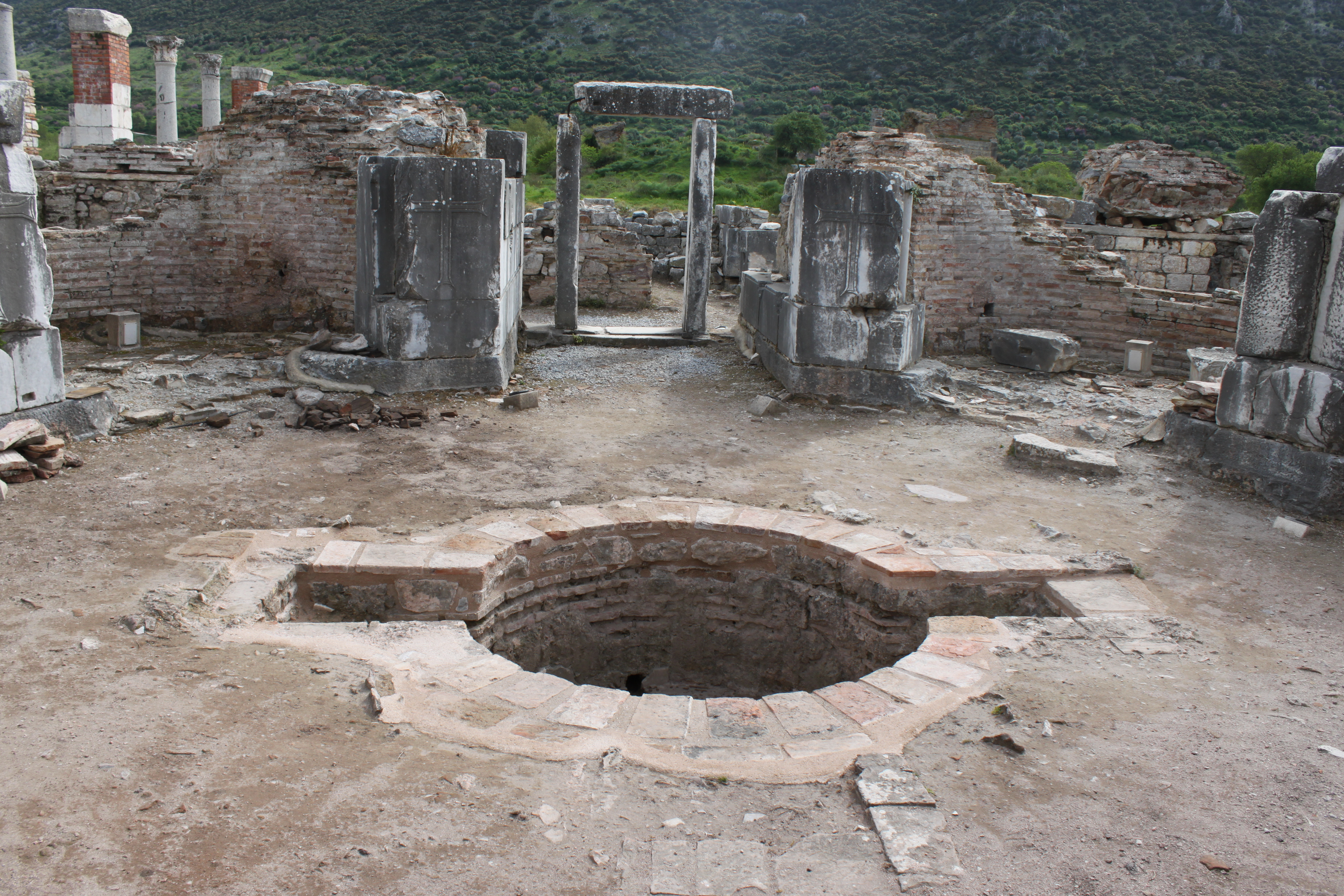
Baptisterium

Die Kirche wurde mehrfach erweitert bzw. nach Erdbeben umgebaut. Zunächst legte man im Westen einen Narthex, ein Atrium und eine Taufkapelle an. Dieses Baptisterium war wie üblich oktogonal gestaltet und mit Marmor verkleidet. Teile der Wandverkleidung haben sich bis heute erhalten. In der Mitte befindet sich das in den Boden eingelassene Taufbecken, das eine Ost-West-Orientierung hat.
Nach der Zerstörung der Kirche (ca. 550) wurde der westliche Teil zu einer Kuppelbasilika umgebaut. Als auch diese zerfiel, verwendete man den östlichen Teil der alten Basilika als Kirchenraum, wobei man die Säulen durch gemauerte Pfeiler ersetzte. Spätestens im 7. Jahrhundert wurde der Bischofssitz von Ephesos in die Johannesbasilika verlegt. Als Begräbniskirche bestand die Marienkirche jedoch weit bis in das Mittelalter.
Die Ruinen der Kirche wurden in den 1920er Jahren bei Ausgrabungen des Österreichischen Archäologischen Instituts entdeckt und freigelegt und wurden seit 1986 erneut archäologisch untersucht. Man nimmt an, dass die Ruinen auf der östlichen Straßenseite Überbleibsel des bischöflichen Palastes sind.

## Galerie

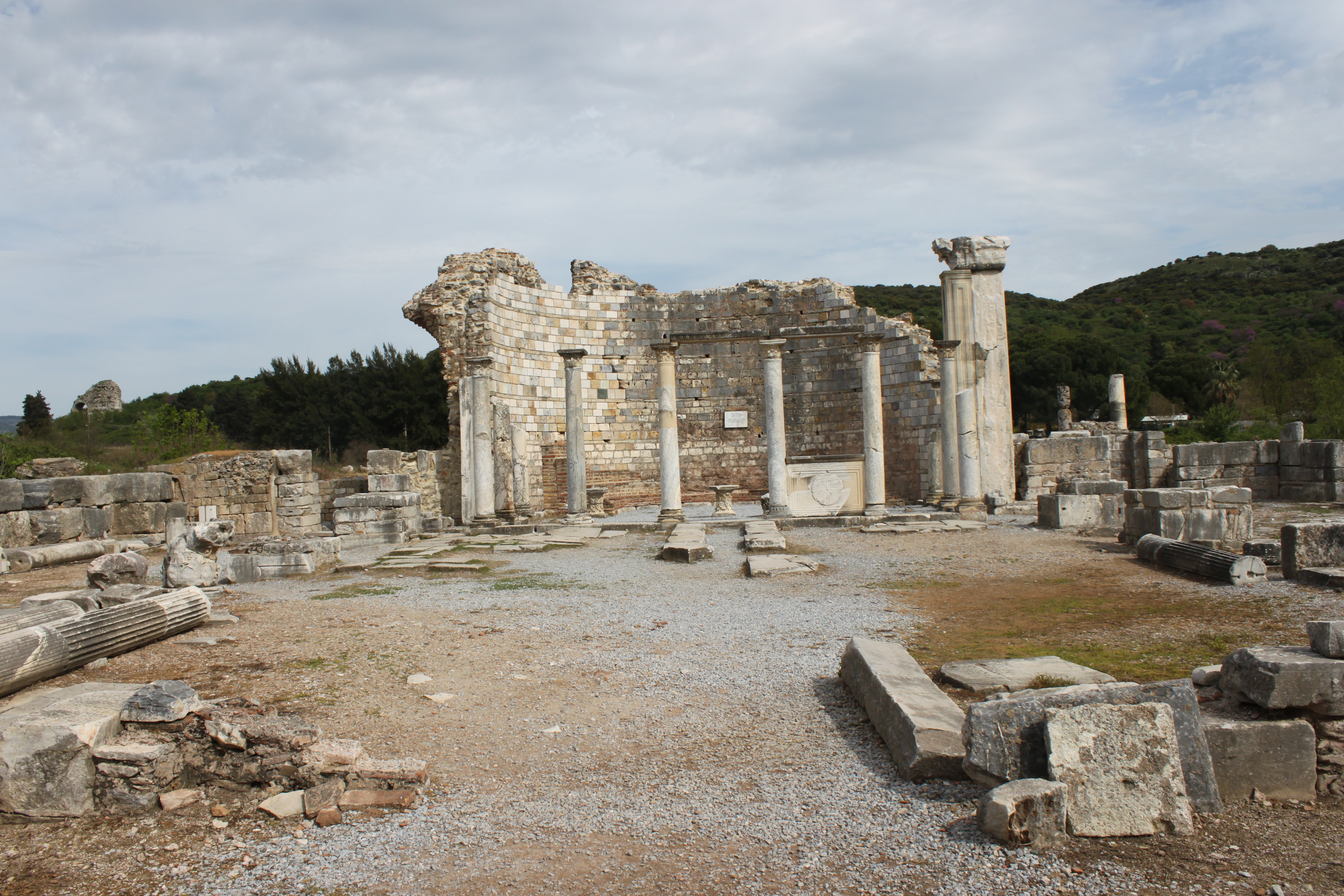
Blick in die Apsis der Säulenbasilika
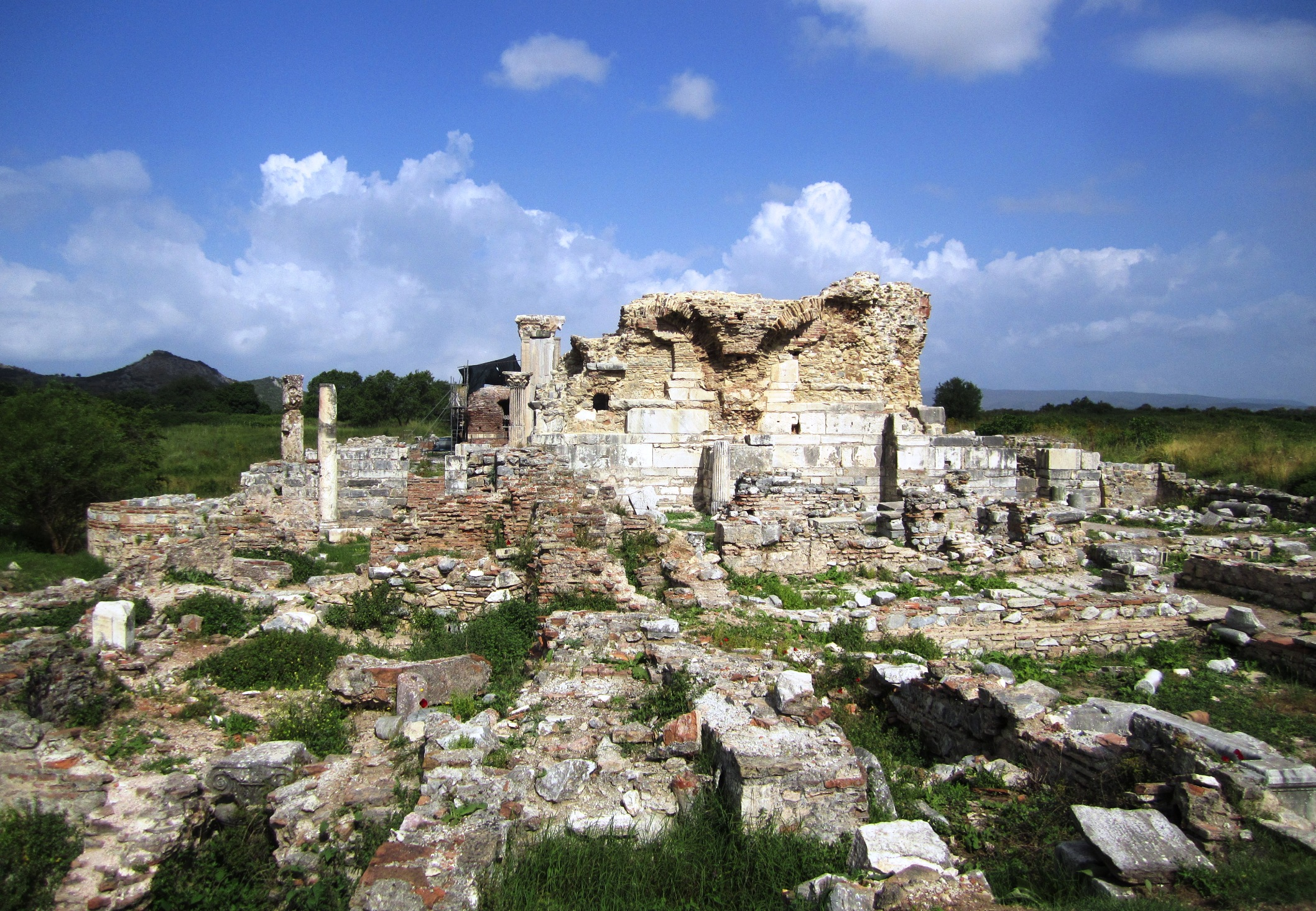
Außenwand der Apsis